# Know Your Enemy (Manic Street Preachers)
Know Your Enemy è un album dei Manic Street Preachers pubblicato nel 2001.
Il 16° brano contiene in realtà anche una traccia nascosta, una cover di We are all bourgeois now dei McCarthy.

## Tracce
1. Found That Soul – 3:07
2. Ocean Spray – 4:11
3. Intravenous Agnostic – 4:03
4. So Why So Sad – 4:02
5. Let Robeson Sing – 3:46
6. The Year of Purification – 3:40
7. Wattsville Blues – 4:29
8. Miss Europa Disco Dancer – 3:53
9. Dead Martyrs – 3:24
10. His Last Painting – 3:16
11. My Guernica – 4:56
12. The Convalescent – 5:54
13. Royal Correspondent – 3:33
14. Epicentre – 6:27
15. Baby Elian – 3:38
16. Freedom of Speech Won't Feed My Children – 13:12